# Aptychus kegelianum
Aptychus kegelianum là một loài rêu trong họ Sematophyllaceae. Loài này được (Müll. Hal.) Müll. Hal. mô tả khoa học đầu tiên năm 1898.